# Kristina Page
Kristina Leeann Page (* 19. März 1984 im San Bernardino County, Kalifornien) ist eine US-amerikanische Schauspielerin, Filmproduzentin und Synchronsprecherin.

## Leben
Page wurde am 19. März 1984 im kalifornischen San Bernardino County geboren. Seit dem 11. April 2009 ist sie mit dem Schauspieler Josh Hammond verheiratet.
Ihr Fernsehschauspieldebüt gab Page 2005 als Episodendarstellerin in den Fernsehserien Malcolm mittendrin, CSI: New York und Zeit der Sehnsucht sowie mit einer Rolle im Fernsehfilm Queen B. 2008 folgten Rollen in Stone & Ed und Emilio sowie 2010 in Hey Mann, Gib Uns Dein Auto! und A Lure: Teen Fight Club. 2012 wirkte sie als Filmproduzentin am Film Money Shot mit, der unter anderen auf Prime Video veröffentlicht wurde. Zwei Jahre später fungierte sie im Horrorfilm Alice D erneut als Filmproduzentin und mimte die titelgebende Rolle der Alice. Im selben Jahr übernahm sie die Rolle der Destiny im Tierhorrorfilm Piranha Sharks. 2022 spielte sie im Thriller Drawn Into the Night die Rolle der Lexy.

## Filmografie (Auswahl)

### Schauspiel
- 2005: Malcolm mittendrin (Malcolm in the Middle, Fernsehserie, Episode 6x19)
- 2005: CSI: New York (Fernsehserie, 2 Episoden)
- 2005: Zeit der Sehnsucht (Days of Our Lives , Fernsehserie, Episode 1x10210)
- 2005: Queen B (Fernsehfilm)
- 2008: Stone & Ed
- 2008: Emilio
- 2010: Hey Mann, Gib Uns Dein Auto! (Repo)
- 2010: A Lure: Teen Fight Club
- 2011: Platinum Illusions
- 2012: Crack Whore
- 2012: Money Shot
- 2013: The Penny Dreadful Picture Show
- 2013: American Girls
- 2014: Piranha Sharks
- 2014: Alice D
- 2014: Never Open the Door
- 2022: Drawn Into the Night

### Produktion
- 2012: Money Shot
- 2013: American Girls
- 2014: Alice D

### Synchronisationen
- 2012: Noah (Animationsfilm)